# Bolosauridae
Die Bolosauridae sind eine kleine Gruppe der Parareptilien, einer ausgestorbenen Gruppe der Reptilien, und beinhalten deren früheste Vertreter. Sie waren Pflanzenfresser und im Perm weit über den Nordkontinent Laurasia verbreitet.

## Merkmale

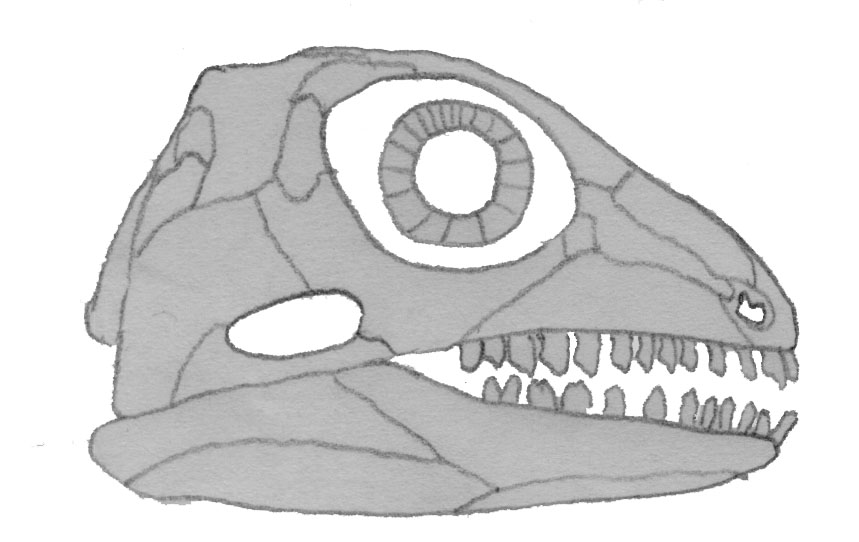
Schädel von Bolosaurus

Der Schädel war kurz und hoch und hatte ein langgestrecktes, tief gelegenes Schädelfenster (Infratemporale) das oben von Jochbein (Jugale) und Schuppenbein (Squamosum), unten vom Quadratojugale umgeben war. Die Orbita war sehr groß und lag auf mittlerer Schädellänge. Ihr Gaumen war zahnlos. Ein transversaler Auswuchs des Flügelbeins lag auf der gleichen Ebene wie der Gaumen. Die Zähne waren bulbös (knollen-, zwiebelförmig). Die Beine waren ungewöhnlich schlank.

## Gattungen
Zwei Bolosaurier sind Belebey aus dem mittleren Perm von China und Russland und Bolosaurus aus Nordamerika. 

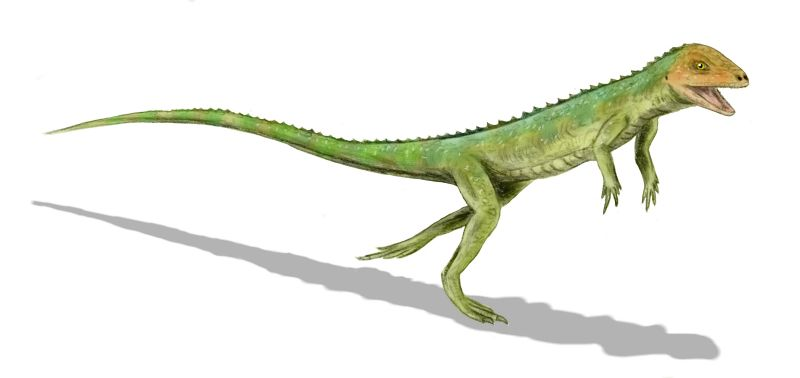
Eudibamus cursoris

Eine dritte Gattung, deren fossile Überreste im Bromacker in Thüringen gefunden wurden, ist Eudibamus. Das vor 290 Millionen Jahren im Unterperm lebende Reptil war das erste biped (auf den Hinterbeinen) laufende Tier. Populärwissenschaftliche Formulierungen wie „Der erste aufrecht gehende Thüringer“ suggerieren, dass  Eudibamus ausschließlich auf den Hinterbeinen lief. Stattdessen nutzte das Tier wahrscheinlich diese Art der Fortbewegung nur, um schneller laufen zu können, und ging ansonsten auf allen vier Beinen. Diese sogenannte fakultative Bipedie ist z. B. auch bei der rezenten Kragenechse oder dem Helmbasilisken, beide nicht näher mit Bolosauriden verwandt, zu beobachten.
Die Trennung des basalen Eudibamus und der Schwestergruppe Belebey/Bolosaurus soll schon vor der Karbon-Perm-Grenze erfolgt sein.